# Gedenkstätte Schuneuka

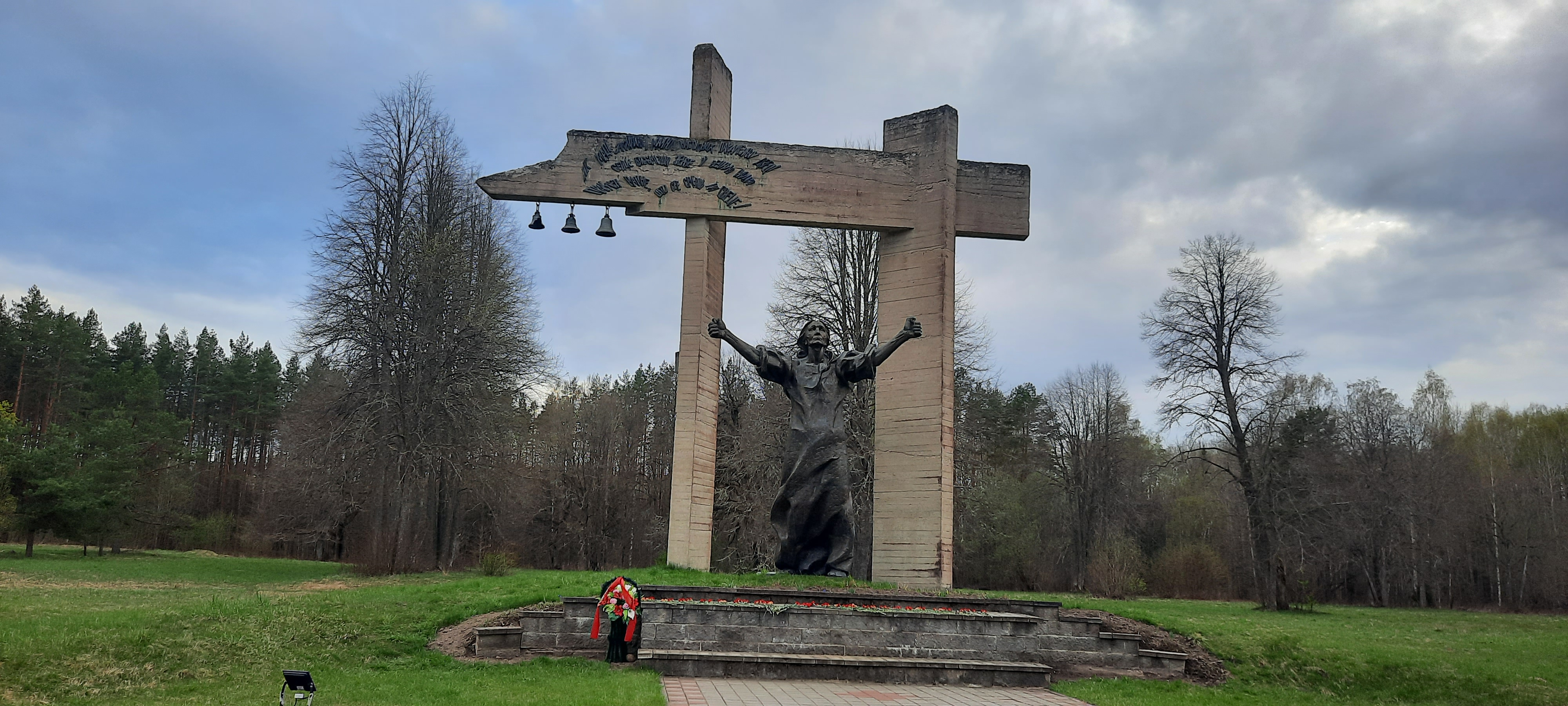
Skulptur Fluch dem Faschismus

Die Gedenkstätte Schuneuka (belarussisch Мемарыяльны комплекс "Шунеўка" Memaryjalny kompleks „Schuneuka“), auch bekannt unter dem Namen Fluch dem Faschismus oder Verdammung des Faschismus (belarussisch Праклён фашызму Prakljon faschysmu), erinnert stellvertretend an eines der zahlreichen Dörfer in Belarus, die im Zweiten Weltkrieg von den Deutschen ausgelöscht wurden, das Dorf Schuneuka (belarussisch Шунеўка, russisch Шуневка Schunewka). Die Gedenkstätte befindet sich in der Nähe des Dorfes Dabrun, Rajon Dokschyzy, Wizebskaja Woblasz, Belarus. Sie liegt etwa zwei Kilometer vom Dorf entfernt an der Autostraße R3 Bjahoml–Dokschyzy.

## Geschichte
Am 22. Mai 1943 brannten die Nazis im Zuge des Unternehmens Cottbus, einer Aktion im Partisanenkrieg, das Dorf Schuneuka nieder und ermordeten alle 67 Bewohner. Sie trieben die Erwachsenen in eine Scheune und zündeten diese an, die Kinder warfen sie in einen Brunnen. Das Dorf wurde nach dem Krieg nicht wiederbesiedelt. Zum Gedenken an die ermordeten Bewohner Schuneukas und anderer Dörfer im Rajon Dokschyzy wurde am 3. Juli 1983 an der Stelle des Dorfes Schuneuka eine Gedenkstätte eingeweiht. Im Jahr 2010 wurde die Gedenkstätte renoviert.

## Beschreibung

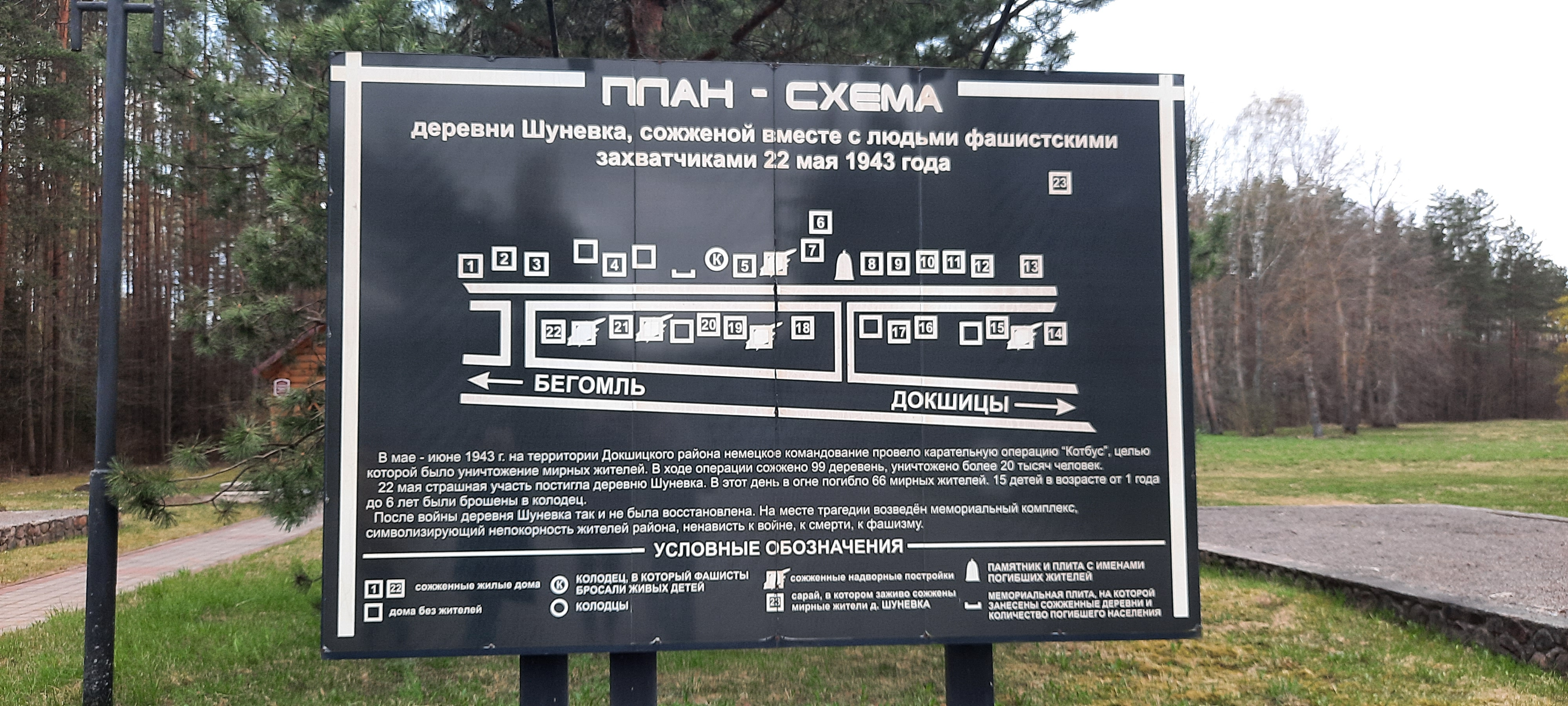
Schematischer Plan des ehemaligen Dorfes

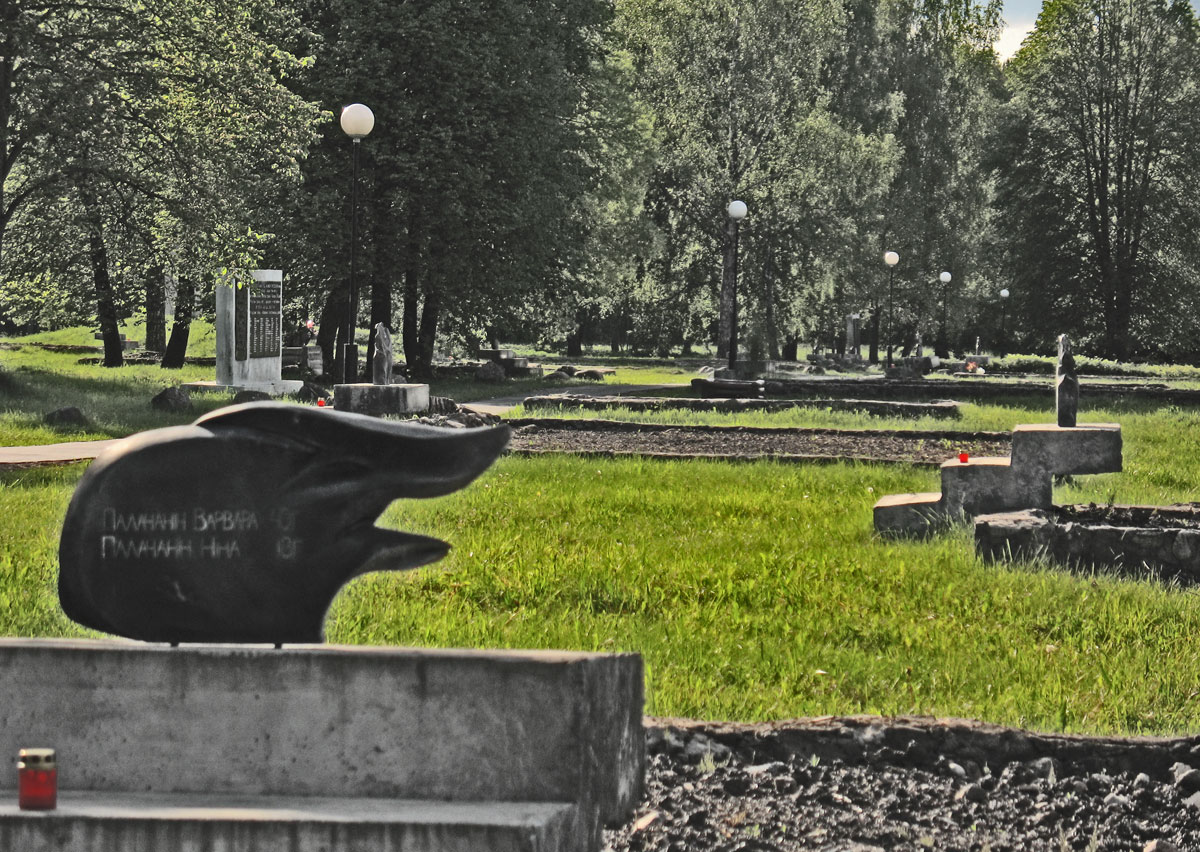
Dreistufige Treppen mit Flammenzungen

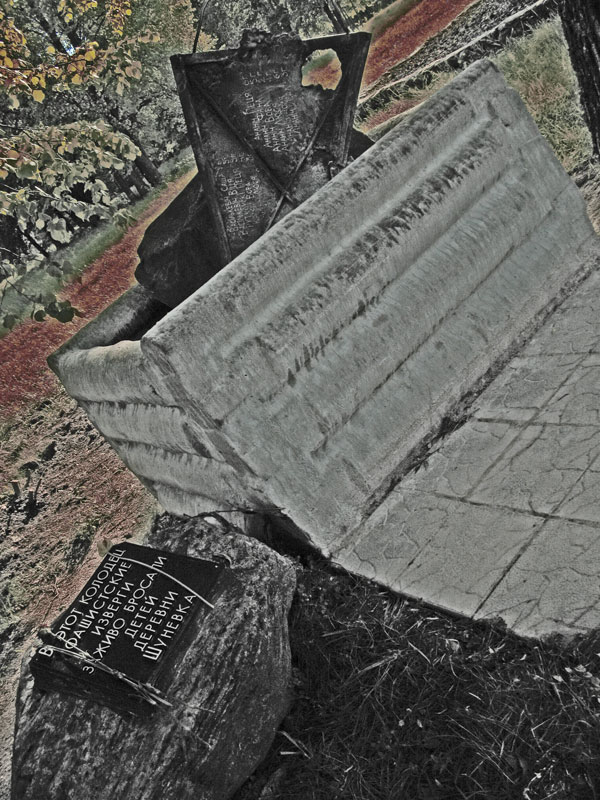
Betonblock mit Brunnen

Das zentrale Denkmal der Gedenkstätte ist eine Bronzefigur einer 4,75 m großen Frau, die mit erhobenen Händen in der Öffnung eines stilisierten Tors steht. Der Querbalken trägt die Aufschrift: „Als Mutter beschwöre ich euch und flehe euch an, Kinder der kommenden Generationen, sät die Saat der Unsterblichkeit in das Ackerland, verflucht den Krieg, der den Tod in die Welt sät!“ Am gebrochenen Ende des Querbalkens sind drei Glocken angebracht, von denen zwei läuten. Die dritte ist gespalten als Symbol dafür, dass jeder dritte Einwohner der Rajone Dokschyzy und Bjahoml getötet wurde – mehr als 20.000 Menschen. Unweit des zentralen Denkmals befindet sich ein Betonblock mit einem Brunnen, in den die Nazis bei lebendigem Leibe Kinder und einen Lehrer warfen. Darauf ist ein Bronzebild eines durchbohrten und verbrannten Drachens mit den Namen der toten Kinder zu sehen, das die vom Krieg abgeschnittene Kindheit symbolisiert. Auf dem Gelände befinden sich an den Stellen der ehemaligen Bauernhöfe 22 Gedenktafeln als ein Symbol der ewigen Erinnerung an die Verstorbenen. Diese sind jeweils als Fundamente ausgeführt, auf denen sich eine dreistufige Treppe erhebt. Auf deren oberster Stufe sind Flammenzungen aus Bronze mit den Namen der ehemaligen Bewohner befestigt. Die Skulptur „Fluch dem Faschismus“ wurde von Anatol Aljaksandrawitsch Anikejtschyk geschaffen, der Gesamtentwurf der Anlage stammt von den Architekten Juryj Michajlawitsch Hradau und Leanid Mendelewitsch Lewin.

## Hintergrund der Errichtung
Die Gedenkstätte Schuneuka steht in einer Tradition, die mit der „Mutter von Piřciupis“ in Litauen beginnt, dem ersten sowjetischen Denkmal, das zur Erinnerung an ein von den Deutschen vernichtetes Dorf geschaffen wurde. Nach der Einweihung dieses Denkmals 1960 folgten weitere Gedenkstätten für ausgelöschte Dörfer, zunächst 1968 in Krassucha (Красуха) bei Pskow (Russland), dann 1969 in Chatyn (Nationale Gedenkstätte der Republik Belarus), 1973 in Dalwa (Дальва) bei Minsk und 1983 in Schuneuka (alle Belarus). Außer bei Chatyn hat in allen Fällen das Symbol der trauernden Mutter die zentrale Stellung. Dieses Symbol, das im Kriegsgedenken westlicher Staaten schon länger gängig war (häufig in Form einer Pietà), war für die Sowjetunion zunächst noch neu. Dort waren eher Symbole des Kampfs gefordert. Ekaterina Makhotina geht davon aus, dass der Schöpfer der „Mutter von Piřciupis“, Gediminas Jokūbonis, einen Transfer der westlichen Ikonografie in den sowjetischen Raum einleitete. Sie zeichnet die Auseinandersetzungen um die leidende oder kämpferische Aussage des Denkmals am Beispiel von Jokūbonis nach.

## Konzeption, Deutungen, Rezeption
Die Konzeption der in dieser Tradition stehenden Gedenkstätten in Belarus wird vor allem dem Architekten und Bildhauer Leanid Lewin (1936–2014) zugeschrieben, der seit 1992 auch Vorsitzender des Verbands der jüdischen Gemeinden und Organisationen in Belarus war. Lewin hat von 1969 bis in die 2000er Jahre zahlreiche Gedenkstätten und Denkmale in diesem Land entworfen und umgesetzt, angefangen mit Chatyn, oft zusammen mit Juryj Hradau. Schuneuka gilt als die „kleine Schwester von Chatyn“. Makhotina betrachtet Schuneuka als „das emotionalste Denkmal“ für die vernichteten Dörfer. Sie beschreibt es so: „Es zeigt eine Mutter, die ihre Kinder verloren hat und in Verzweiflung und Wut … die Hände gen Himmel richtet.“
Die spätere Nobelpreisträgerin Swetlana Alexandrowna Alexijewitsch fügte 1985 in eine Vorstellung ihres Buchs Der Krieg hat kein weibliches Gesicht in Soviet Life auch ein Bild des Mahnmals von Schuneuka ein, mit der Bildunterschrift „Women Cursing the War, a sculpture at the site of Shunevka, Byelorussia, which was burned down by the Nazis“.